# LP4
LP4 é o quarto álbum de estúdio da banda Ratatat, lançado em 08 de junho de 2010. O nome vem da sigla de long play (LP), como é seu quarto álbum. Trata-se de título similar à sua terceira versão, LP3. A maioria das faixas são da mesma sessão de estúdio no seu álbum anterior.

## Recepção
O álbum estreou na Billboard 200 na posição # 66 vendendo 6.700 cópias em sua primeira semana.

## Faixas
| N.º | Título                | Duração |  |
| 1.  | "Bilar"               | 4:14    |  |
| 2.  | "Drugs"               | 4:55    |  |
| 3.  | "Neckbrace"           | 4:06    |  |
| 4.  | "We Can't Be Stopped" | 2:10    |  |
| 5.  | "Bob Gandhi"          | 4:01    |  |
| 6.  | "Mandy"               | 3:42    |  |
| 7.  | "Mahalo"              | 2:00    |  |
| 8.  | "Party with Children" | 2:58    |  |
| 9.  | "Sunblocks"           | 3:42    |  |
| 10. | "Bare Feast"          | 2:38    |  |
| 11. | "Grape Juice City"    | 3:56    |  |
| 12. | "Alps"                | 4:21    |  |
| 13. | "Biddang"             | 3:21    |  |